# Сіма (Нью-Мексико)
Сіма (англ. Seama) — переписна місцевість (CDP) в США, в окрузі Сібола штату Нью-Мексико. Населення — 478 осіб (2020).

## Географія
Сіма розташована за координатами 35°2′47″ пн. ш. 107°31′39″ зх. д. / 35.04639° пн. ш. 107.52750° зх. д. (35.046502, -107.527484).  За даними Бюро перепису населення США в 2010 році переписна місцевість мала площу 16,19 км², з яких 16,17 км² — суходіл та 0,01 км² — водойми.

## Демографія
Згідно з переписом 2010 року, у переписній місцевості мешкало 465 осіб у 137 домогосподарствах у складі 110 родин. Густота населення становила 29 осіб/км².  Було 157 помешкань (10/км²).
Расовий склад населення:
| - 95,3 % — корінних американців - 2,6 % — білих |

До двох чи більше рас належало 1,9 %. Частка іспаномовних становила 5,8 % від усіх жителів.
За віковим діапазоном населення розподілялося таким чином: 29,0 % — особи молодші 18 років, 57,9 % — особи у віці 18—64 років, 13,1 % — особи у віці 65 років та старші. Медіана віку мешканця становила 31,8 року. На 100 осіб жіночої статі у переписній місцевості припадало 95,4 чоловіків;  на 100 жінок у віці від 18 років та старших — 83,3 чоловіків також старших 18 років.
Середній дохід на одне домашнє господарство  становив 44 408 доларів США (медіана — 24 722), а середній дохід на одну сім'ю — 54 068 доларів (медіана — 36 771). За межею бідності перебувало 18,3 % осіб, у тому числі 15,4 % дітей у віці до 18 років та 9,1 % осіб у віці 65 років та старших.
Цивільне працевлаштоване населення становило 112 особи. Основні галузі зайнятості: мистецтво, розваги та відпочинок — 54,5 %, освіта, охорона здоров'я та соціальна допомога — 30,4 %, будівництво — 10,7 %, виробництво — 4,5 %.